# Pomocná synagoga v Plzni
Pomocná synagoga stála ve Smetanových sadech v Plzni ve dvoře domu čp. 80/5 od roku 1875.
Židovská komunita v Plzni se postupem času natolik rozrostla, že bylo nutno přistoupit k další stavbě. Nepříliš stará synagoga kapacitou už nepostačovala, a proto vyrostla v roce 1875 v jejím těsném sousedství podle plánů stavitele Meltzera druhá synagoga, nazývaná Pomocná. Byla dokonce vybavena unikátním systémem vytápění, a proto byla hojně užívána i v zimních měsících. Obě stavby byly spojeny v patře dřevěnou pavlačí se Starou synagogou, kudy se vcházelo na ženskou galerii, a mezilehlým kamenným schodištěm. Koncem 19. století byl ve dvoře vystavěn ještě dům šámese, správce synagogy. Spojovacím krčkem bylo možno z domu vstoupit přímo do hlavního sálu.
K bohoslužbám byla Pomocná synagoga nejspíše využívána až do roku 1892.
Po vybudování Velké synagogy se hlavní dění židovské obce přestěhovalo tam a zde se až do roku 1939 konaly jen komornější události. Pomocná synagoga byla ještě někdy na počátku 20. století využívaná jako židovská škola. V nastalé válečné době byly všechny budovy proměněny v různé užitkové prostory. Zatímco ve Staré synagoze se vnitřní vybavení zachovalo, byť ve zchátralém stavu, synagoga Pomocná o své vnitřní vybavení brzy přišla. Po řadě citelných šrámů v podobě nešetrných stavebních zásahů po druhé světové válce zůstala natolik neudržovaná, že se v roce 1997 zřítila její střecha, aby dokonala dílo zkázy. Stát zůstaly pouze vnější stěny. V roce 2002 byl prostor dokonale vyčištěn, vydlážděn, okna a dveře byly opatřeny mřížemi a místo se proměnilo v památník obětem holocaustu.

## Památník obětem holocaustu z Plzeňska

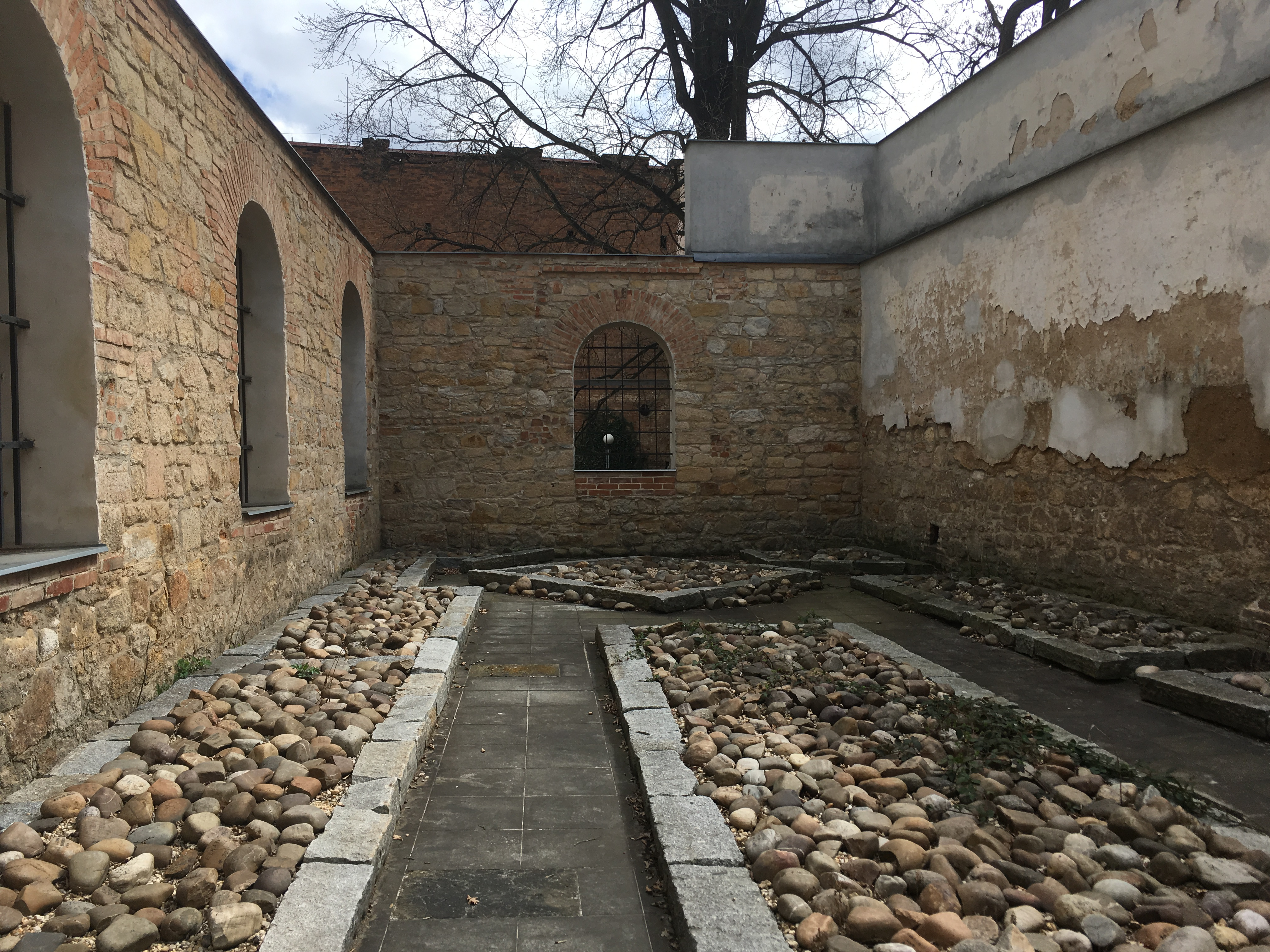
Pietní místo v prostoru bývalé pomocné synagogy

Památník s názvem Zahrada vzpomínek byl vytvořený ve dnech 16.-19. dubna 2002, když se připomínalo 60. výročí transportu židovských obyvatel Plzně do Terezína.
V těch dnech probíhala ve Staré synagoze akce Napiš jedno jméno. Dobrovolníci z řad plzeňské veřejnosti, zejména studenti středních škol, přicházeli do synagogy a zapisovali jména plzeňských obětí holocaustu na oblázky. Každý dobrovolník napsal jedno jméno s datem narození na jeden oblázek. Popsané kameny pak byly ukládány abecedně na plochu torza bývalé pomocné synagogy a rozmístěny do tvaru Davidovy hvězdy. Památka vychází ze zvyku pokládat na židovské hroby kamínek, které jsou svědectvím vzpomínky.
Do projektu obnovy památníku Zahrada vzpomínek se v posledních letech zapojuje stále více škol. Téměř každým rokem přicházejí děti různých věkových kategorií, aby obnovily deštěm smyté nápisy.
Z více než dvou tisíc lidí deportovaných v lednu 1942 z plzeňského hlavního nádraží do Terezína se konce války dožilo pouze 204 osob.

## Galerie

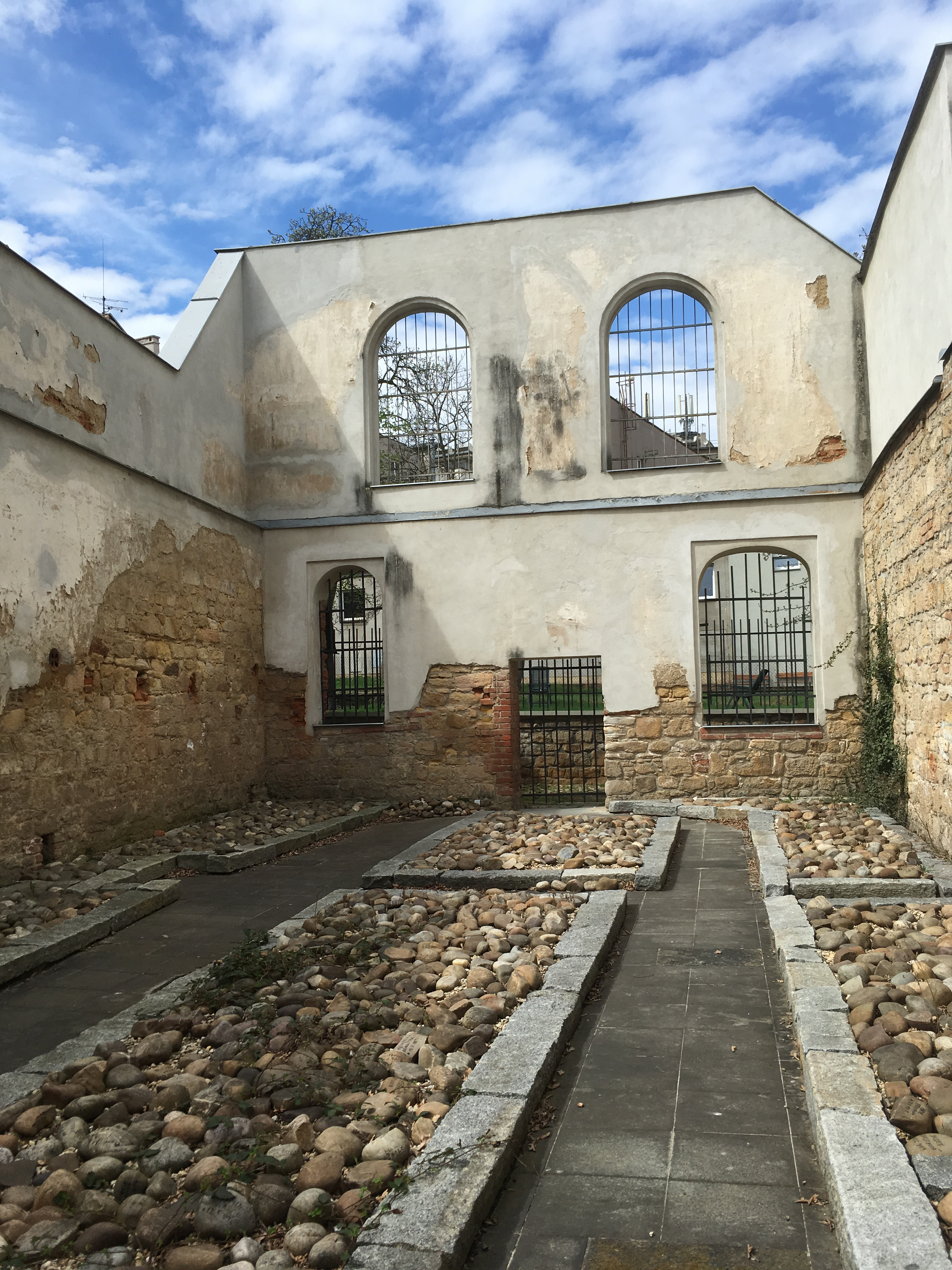
Zahrada vzpomínek

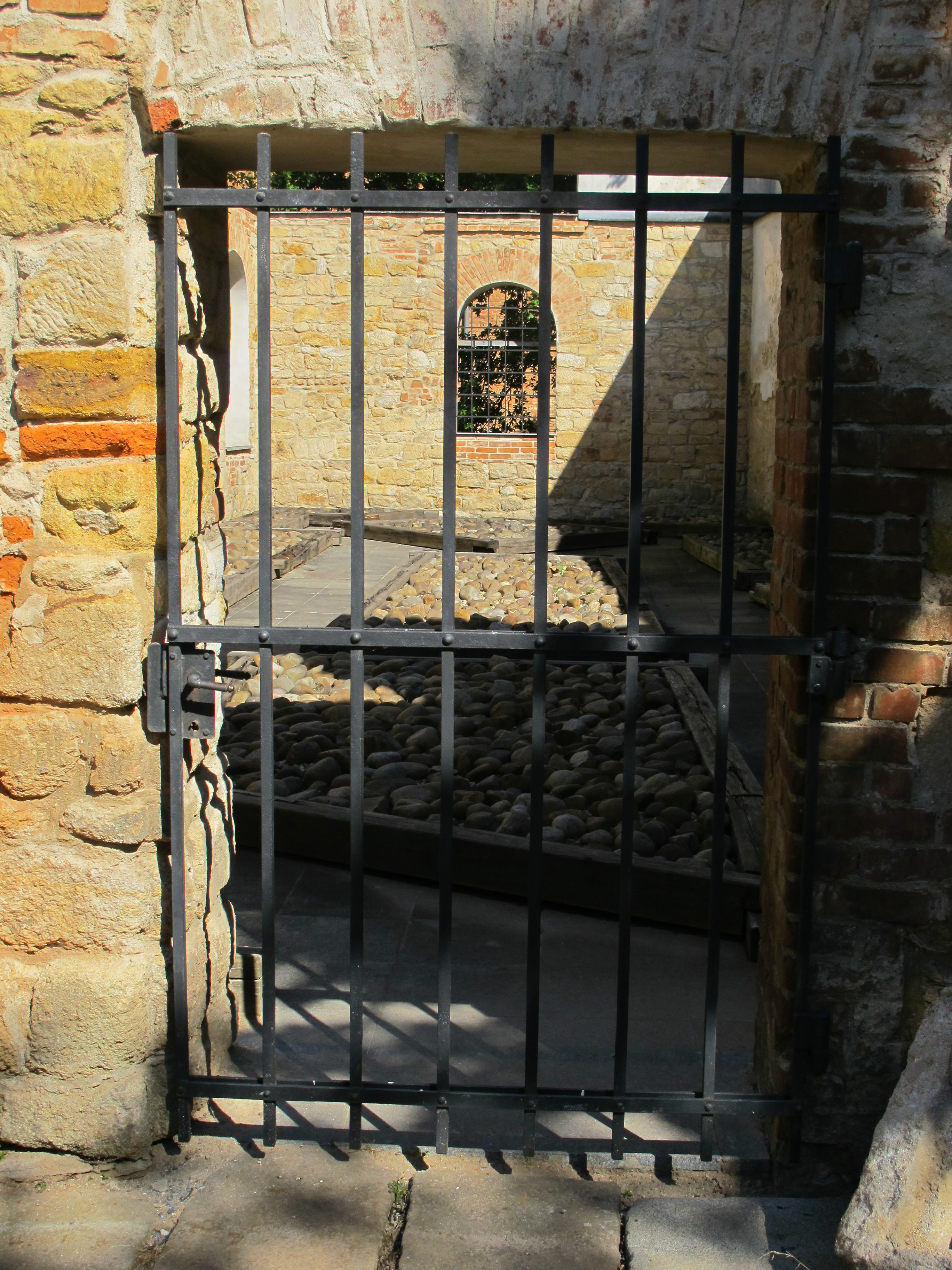
Vstup do Zahrady vzpomínek
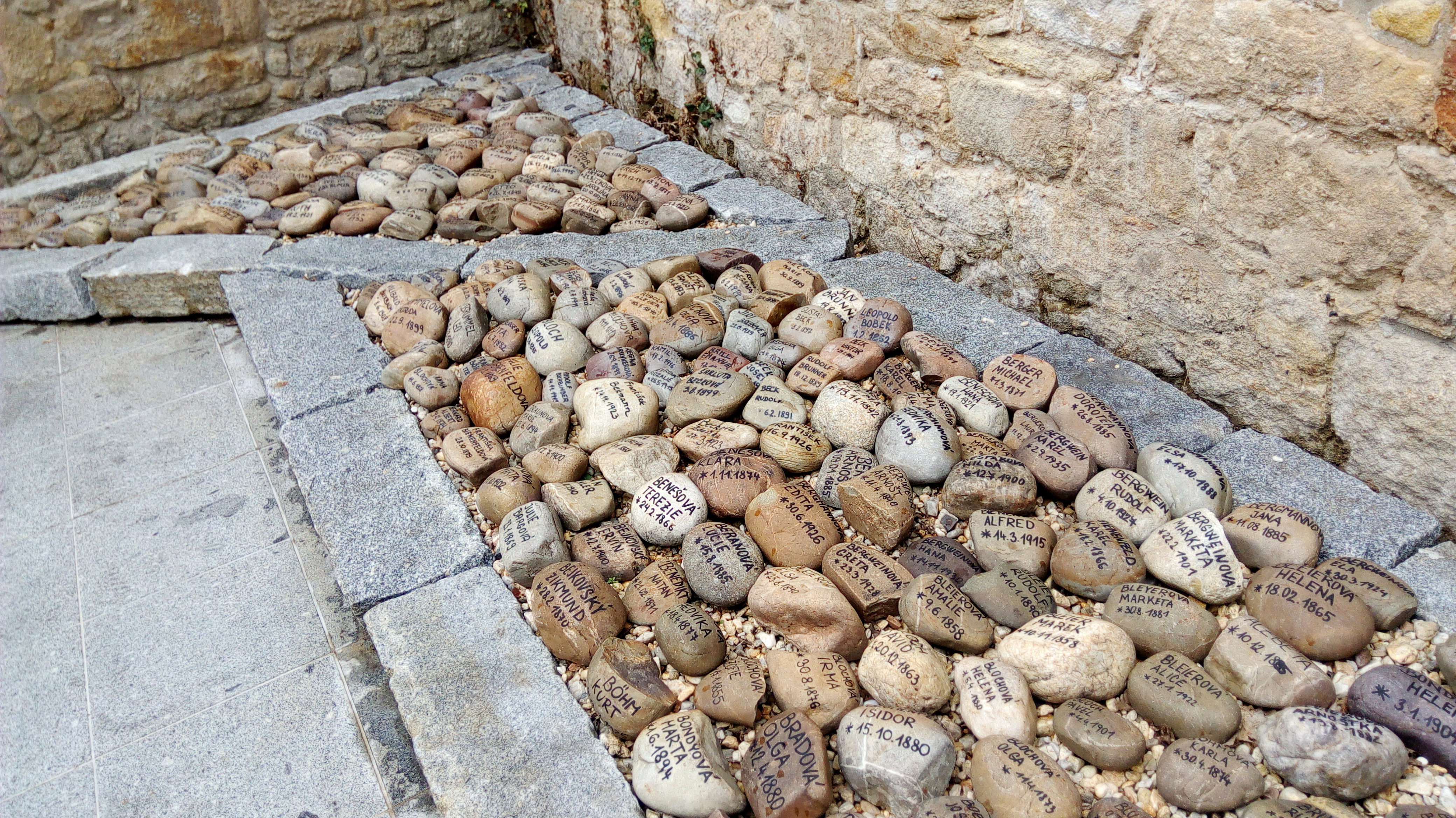
Jména obětí holokaustu na kamenech
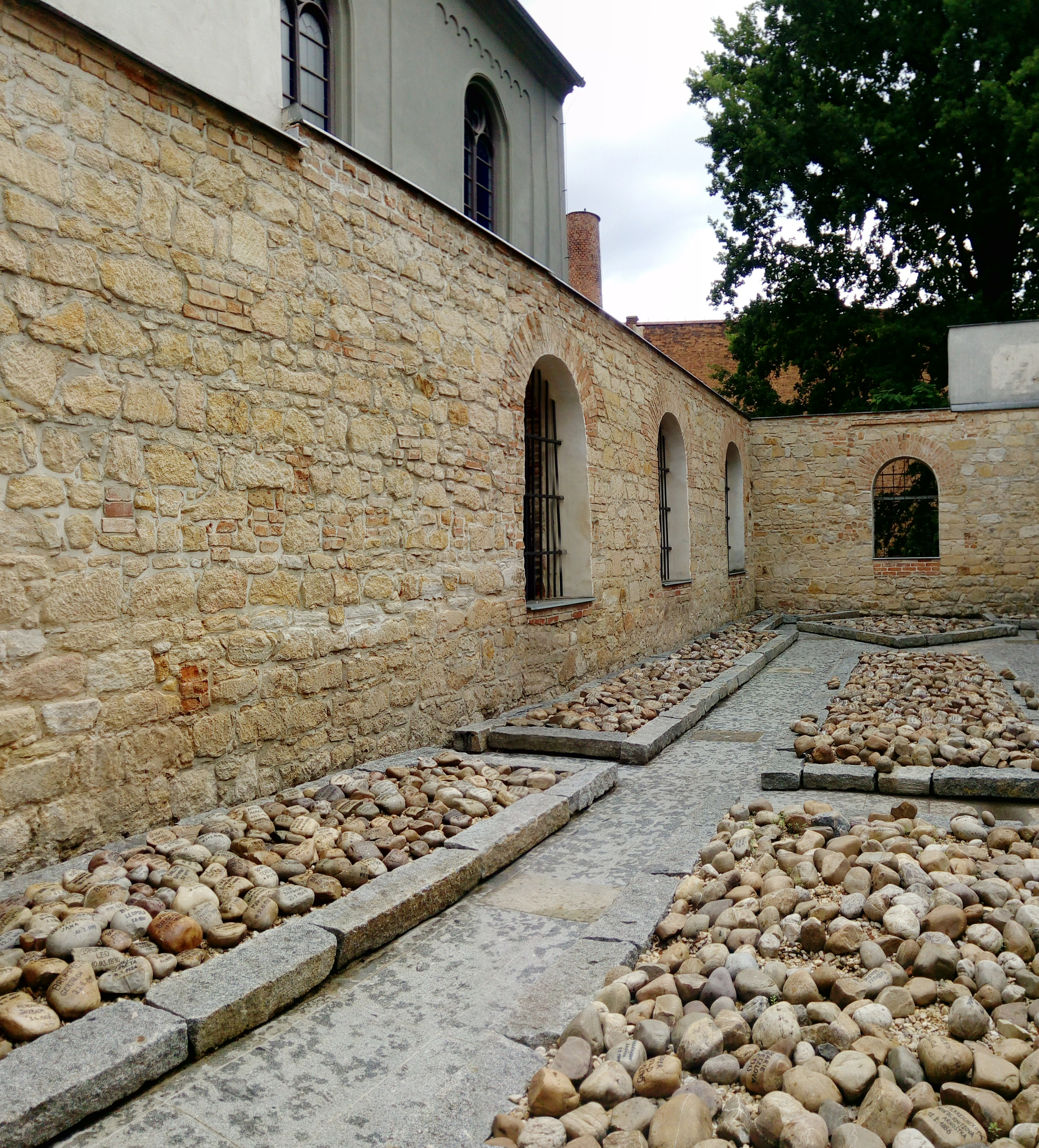
Za obvodovou zdí je vidět Stará synagoga